# Sorex minutissimus
Sorex minutissimus е вид бозайник от семейство Земеровкови (Soricidae).

## Разпространение
Видът е разпространен в Естония, Китай, Монголия, Норвегия, Русия, Финландия, Швеция и Япония.